# Duccio Vitale
Duccio Vitale  est un auteur de jeux de société italien vivant en France. Il a également traduit et édité de nombreux jeux de simulation, en particulier ceux de la série Cry Havoc. Il est titulaire d'un Diplôme d'études approfondies (DEA) en Histoire, dont l'équivalent actuel est un Master 2 orienté vers la recherche universitaire.
Très discret sur sa vie privée, il indique cependant dans un entretien sur le site Cry Havoc Fan qu'il est "un soixante-huitard de 14 ans", ce qui laisse supposer qu'il est né en 1954 . C'est d'ailleurs également l'année de naissance de son complice François Nedelec auprès duquel il collabora en particulier au jeu de rôle Empire Galactique.
Duccio Vitale s'est également intéressé à la conceptualisation et à la théorie des systèmes de jeux de simulation, notamment à travers son ouvrage Jeux de simulations : Wargames (voir plus loin : bibliographie) mais aussi avec des articles tels que "Tutti Frutti" paru dans le numéro 26 de la revue Casus Belli, pages 33-34.

## Ludographie

### Seul auteur
- Tombo, 1986, UNICEF
- Croisades, 1987, Eurogames
- La Corsa alla Felicità, 1988, Regione Emiglia-Romagna
- Zargos, 1989, Eurogames
- Dragon Noir 1: L'Exil, 1990, Eurogames
- Dragon Noir 2: L'Epreuve, 1993, Eurogames

### AvecFrançois Nedelec
- Mai 68 : La Nuit des Barricades, 1980, La Folie douce
- Eldorado, 1981, Jeux et Stratégie
- Viva Zapata, 1982, Editions du Stratège
- Mai 68: le Jeu, 1988, Editions Rexton
- Colonisator, 1989, Eurogames

### AvecPhilippe Mouchebeuf
- Fief 2, 1989, Eurogames

### AvecYves Fagherazzi
- Vikings, 1993, Eurogames

### AvecYvan Catti
- Little Big Horn, 1989, Eurogames

### AvecXavier Jacus
- Okinawa, 1989, Eurogames

### AvecLeo Colovini
- Europa 1945-2030, 1998, Eurogames/Descartes